# 806 v.Chr.
Het jaar 806 v.Chr. is een jaartal volgens de christelijke jaartelling.

## Gebeurtenissen

### Assyrische Rijk
- Koning Adad-Nirari III neemt zelf de regering in handen en begint een veldtocht in Syrië. Hij onderwerpt de Neo-Hittitische vorstendommen; de Feniciërs, de Filistijnen, de Israëlieten en de Edomieten.